# August Pfluger

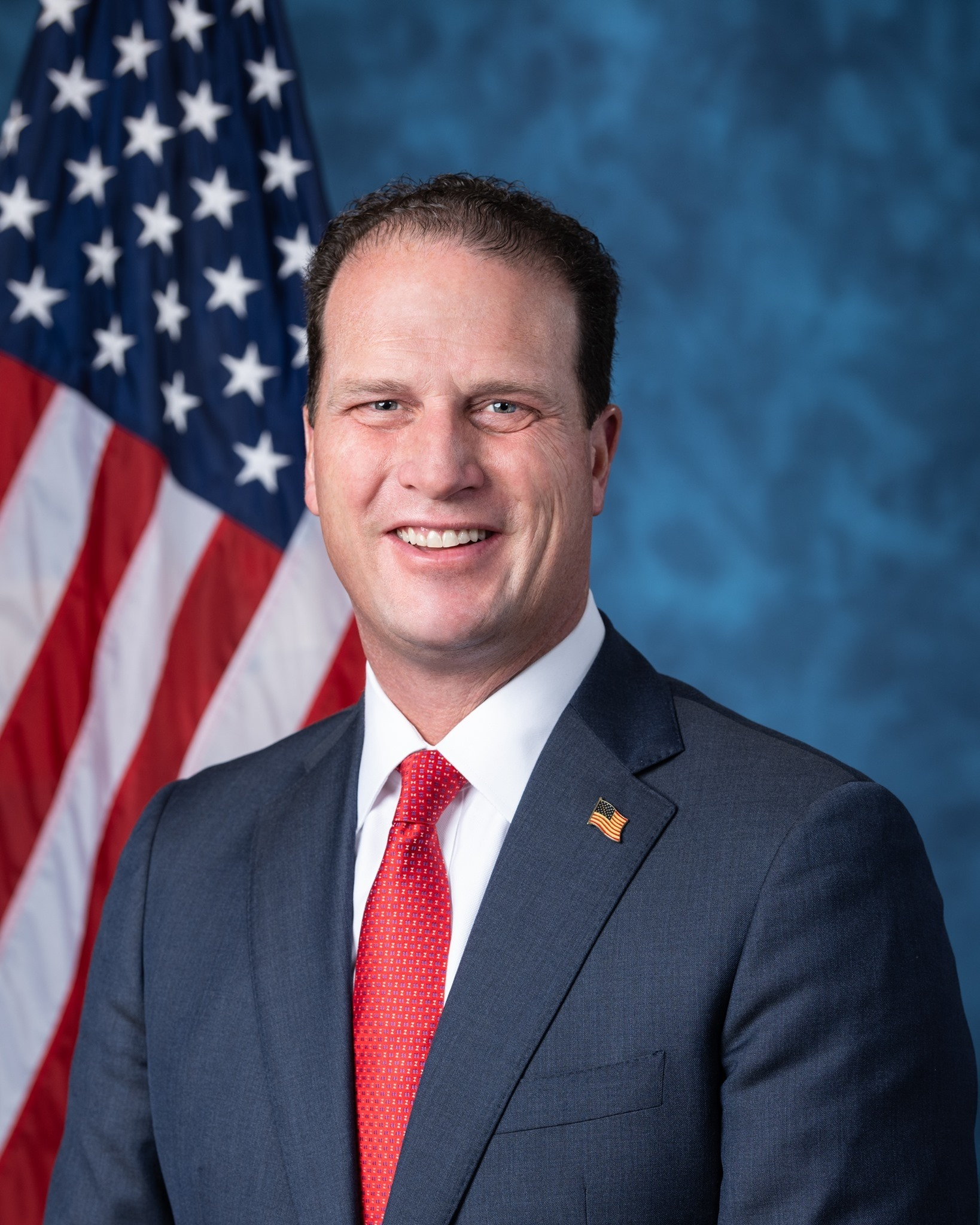
August Pfluger (2020)

August Lee Pfluger II (* 28. Dezember 1978 im Harris County, Texas) ist ein US-amerikanischer Politiker (Republikanische Partei). Er ist seit dem 3. Januar 2021 Abgeordneter für den 11. Kongresswahlbezirk des Bundesstaates Texas im Repräsentantenhaus der Vereinigten Staaten.

## Leben
August Pfluger wuchs ab seinem achten Lebensjahr in San Angelo, Texas, auf. Sein aus Deutschland stammender Ur-ur-ur-ur-Großvater Henry Pfluger Sr. kam 1849 nach Texas und gründete dort die Stadt Pflugerville. Während seiner Schulzeit war Pfluger Eagle Scout bei den Boy Scouts of America und spielte in der Schulmannschaft American Football. Seine Sportkarriere gab er 1998 aus zeitlichen Gründen auf. Im Jahr 2000 trat Pfluger der United States Air Force bei. Er studierte Politikwissenschaften an der United States Air Force Academy. Nach seinem Bachelorabschluss studierte Pfluger bis 2007 Luftfahrttechnik an der Embry-Riddle Aeronautical University, anschließend bis 2012 Militärwissenschaften an der Air University und zuletzt bis 2019 internationale Geschäfts- und Politikwissenschaften an der Georgetown University, die er alle mit Masterabschlüssen beendete.
Seit seinem Ausscheiden aus dem aktiven Militärdienst im Jahr 2020 ist Pfluger Mitglied der Air Force Reserve Command. Während der ersten Amtszeit von Präsident Donald Trump war er für drei Monate Mitglied im United States National Security Council. Nach seiner Ankündigung, bei der Wahl zum Repräsentantenhaus im November 2020 antreten zu wollen, trat er von seinem Posten zurück. 
August Pfluger ist verheiratet und hat drei Töchter.

## U.S. Repräsentantenhaus
Bei der Wahl am 3. November 2020 setzte sich Pfluger deutlich gegen den Demokraten Jon Mark Hogg und gegen Wacey Alpha Cody von der Libertarian Party durch. Der 11. Kongresswahlbezirk ist extrem republikanisch geprägt. Mit Beginn der neuen Legislaturperiode am 3. Januar 2021 löste Pfluger seinen Parteikollegen Mike Conaway ab, der nicht zur Wiederwahl angetreten war.
Bei den Wahlen 2022 und 2024 hatte Pfluger weder in der Vorwahl noch in der Hauptwahl Gegenkandidaten und war damit auch im 118. und 119. Kongress vertreten.
Pfluger schloss sich im Kongress dem Republican Study Committee an. Im November 2024 wurde er als Nachfolger von Kevin Hern zum Vorsitzenden der Gruppe gewählt.